# 光州科学技術院
光州科学技術院（クァンジュかがくぎじゅついん、朝鮮語: 광주과학기술원、英語: Gwangju Institute of Science and Technology）は、光州広域市北区にある大韓民国の国立大学である。略称はGIST（ジスト、朝鮮語: 지스트）。
大学院大学であるが、2010年から学部生の受け入れを行っている。

## 歴史
1995年に開校。設置にあたって、国家政策として人材養成としての教育機関と科学技術開発のための研究機関を目的として1989年から設置に向けた協議が重ねられ、1993年に設置に関する法整備が行なわれた。2010年から学部生の受け入れを開始。

## 組織

### 学部
- 基礎教育学部
  - 物理専攻
  - 化学専攻
  - 生命科学専攻
  - 電氣電磁コンピューター専攻
  - 機械工学専攻
  - 新素材工学専攻
  - 地球環境工学専攻

### 大学院
- 情報通信工学部
- 新素材工学部
- 機電工学部
- 環境工学部
- 生命科学部
- 情報機電工学部
- ナノバイオ材料電子工学科
- 光工学応用物理学材専攻
- 医療システム学材専攻